# NGC 6974
NGC 6974 is een deel van de supernovarest Sluiernevel in het sterrenbeeld Zwaan. Het hemelobject werd op 20 augustus 1873 ontdekt door de Ierse astronoom Lawrence Parsons.